# Polidoro de Rodas

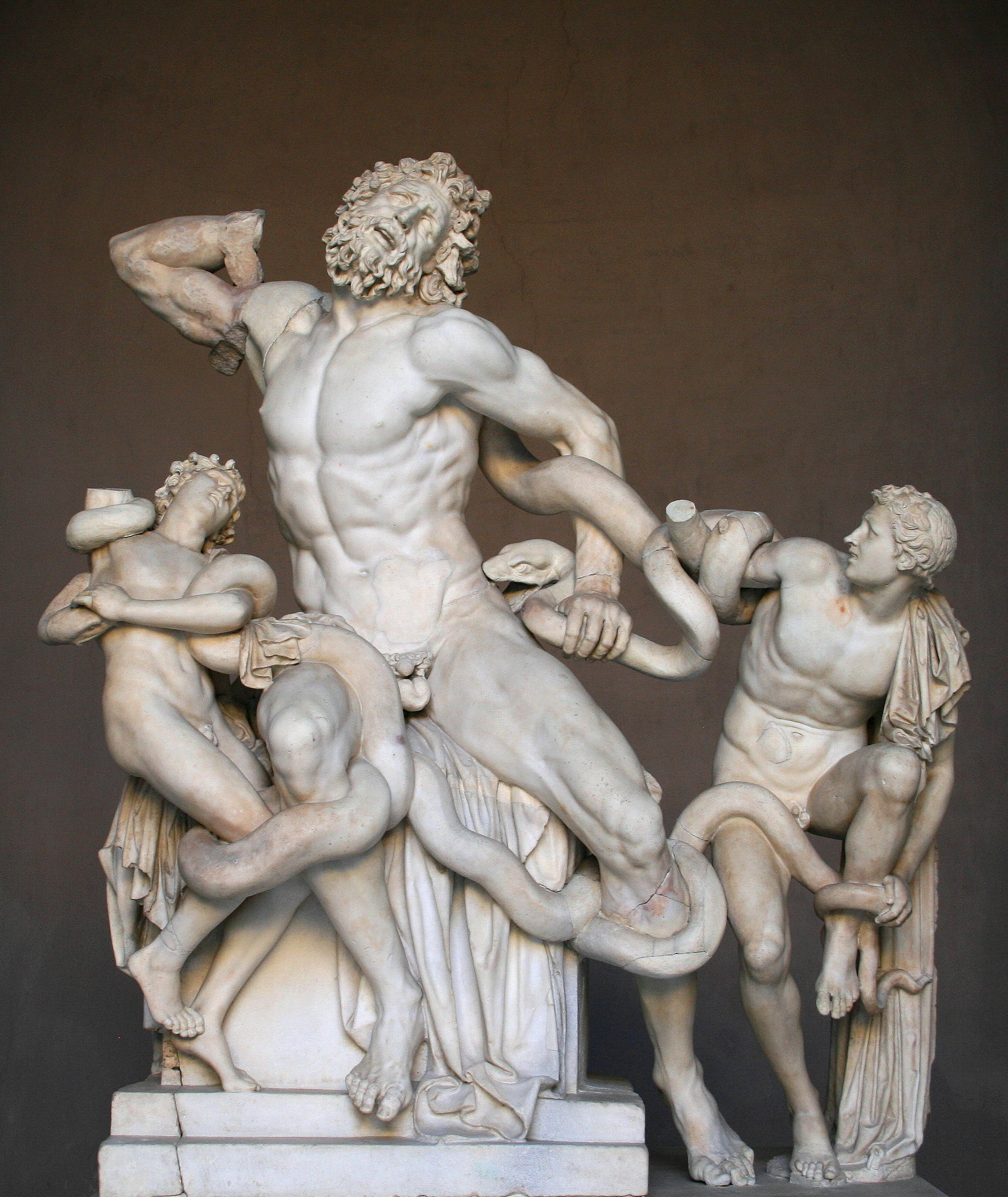
Grupo de Laocoonte y sus hijos

Polidoro de Rodas (Polydorus, Πολύδωρος) fue un destacado escultor griego nativo de Rodas. Fue asociado con Agesandro en la ejecución del famoso grupo de Laocoonte y sus hijos, e incluso podría ser el hijo de Agesandro. Su época no está bien establecida, pero se piensa que habría vivido en el siglo II a. C., Plinio menciona un artista del mismo nombre, que trabajaba el bronce y hacía estatuas de athletas et armatos et venatores sacrificantesque. (Historia Natural xxxiv. 8. S. 19. § 34.).
También aparece su nombre en una inscripción de las estatuas de Sperlonga.